# Saint-Jean-les-Deux-Jumeaux
Saint-Jean-les-Deux-Jumeaux là một xã ở tỉnh Seine-et-Marne, thuộc vùng Île-de-France ở miền bắc nước Pháp.

## Dân số
Người dân ở Saint-Jean-les-Deux-Jumeaux được gọi là Saint-Jeannais.
Điều tra dân số năm 1999, xã này có dân số là 1.227.